# Linde (Weimersheim)
Das Naturdenkmal Linde stand auf dem Gelände der evangelischen St.-Vitus-Kirche in Weimersheim, einem Gemeindeteil von Weißenburg in Bayern, auf einer Höhe von 456 Metern über NHN. Der Baum stellte eine Sommer-Linde mit einem Brusthöhenumfang von 7,31 Metern und einer Höhe von 26 Metern dar. Das geschätzte Alter betrug 300 Jahre.
Aufgrund eines Pilzbefalls war der Baum im Inneren ausgehöhlt, weswegen die Linde durch herabstürzende Äste zunehmend eine Gefahr darstellte. Der Baum musste daher Mitte Januar 2018 gefällt werden, was Kritik von Naturschützern hervorrief.